# マニング・ギャロウェイ
マニング・ギャロウェイ（Manning Galloway 、1960年4月27日 - ）は、アメリカ合衆国の男性プロボクサー。オハイオ州コロンバス出身。元WBO世界ウェルター級王者。KO率は14%と低いが地味なスタイルながら僅差での判定での防衛数が多く、KO負けが6つと少ない強固なディフェンスを売りにした技巧派の選手。

## 来歴
1978年12月6日、ギャロウェイはウェルター級でプロデビューを果たし6回判定勝ちで白星でデビューを飾った。
1979年4月27日、マイク・ブルントと対戦し6回判定負けでキャリア初黒星を喫した。
1979年12月28日、全米オハイオ州ウェルター級王者グレイグ・ネイターと対戦し10回判定勝ちで王座獲得に成功した。
1981年1月8日、USBA全米ウェルター級王者ウィリー・ロドリゲスとギャロウェイが持つオハイオ州王座との統一戦で対戦し12回0-3の判定負けでUSBA王座獲得に失敗、オハイオ州王座初防衛に失敗し王座から陥落した。
1982年10月14日、オハイオ州ウェルター級王者デニス・ファインと対戦し12回判定勝ちで王座返り咲きに成功した。
1987年4月27日、カリフォルニア州ウェルター級王者ヤング・デリック・シンガーと対戦。11回にダウンを奪われ12回0-3(113-116、113-115、112-116)の判定負けで王座獲得に失敗した。
1988年7月6日、ヒューストンのビンゴ・ワンダーランドでUSBA全米ウェルター級王者ロリン・ウィリアムスと対戦し12回2-0(2者が117-112、114-114)の判定勝ちで王座獲得に成功した。
1989年3月31日、エリック・エルナンデスと対戦し12回判定勝ちで初防衛に成功した。
1989年12月15日、ヘナロ・レオンの返上で空位になったWBO世界ウェルター級王座決定戦でヴェアブロ・ボイキンと対戦し12回3-0の判定勝ちで王座獲得に成功した。
1990年8月25日、ニカ・クフマローと対戦し12回3-0(3者とも115-112)の判定勝ちで初防衛に成功した。
1991年2月15日、ゲルト・ボー・ヤコブセンとアウェーデンマークランダース・ヘイレンで対戦し9回ヤコブセン陣営の棄権で2度目の防衛に成功した。
1991年5月17日、ラチェード・ラワルと対戦し7回にラワル陣営の棄権で3度目の防衛に成功した。
1991年9月15日、3戦連続アウェー試合となるオーストラリアクィーンズランドのジュピター・ホテル・アンド・カジノでジェフ・マルコルムと対戦し12回3-0(118-109、116-112、118-110)の判定勝ちで4度目の防衛に成功した。
1991年12月14日、ニカ・クフマローと1年4か月振りのリマッチを行い12回2-1(115-113、116-113、112-115)の判定勝ちで前回と同様苦戦したが5度目の防衛に成功した。
1992年7月25日、パット・バレットとマンチェスターで対戦し12回3-0(2者が116-112、119-111)の判定勝ちで6度目の防衛に成功した。
1992年11月27日、ゲルト・ボー・ヤコブセンと1年9か月振りにリマッチを行ったが初回負傷による無効試合に終わるも7度目の防衛に成功した。
1993年2月12日、ゲルト・ボー・ヤコブセンと3度目の対戦を行ったが12回0-3(2者が113-115、113-116)の判定負けで8度目の防衛に失敗し、4年に渡る長期政権を築いた王座から陥落した。
1994年8月13日、WBO世界ウェルター級王者イーモン・ローランの負傷離脱により設置されたWBO世界ウェルター級暫定王座決定戦をアンソニー・ジョーンズと対戦し6回TKO勝ちで暫定ながら1年6か月振りの王座返り咲きに成功した。
1994年12月10日、WBO世界ウェルター級王者イーラン・ローランと統一戦を行い4回0-3(2者が37-39、37-40)の負傷判定負けを喫し王座統一に失敗し王座から陥落した。
2004年12月18日、元IBO世界スーパーウェルター級王者でWBF世界スーパーウェルター級王者ミハーリ・コタイと対戦し7回2分33秒KO負けで王座獲得に失敗した。
2006年2月25日、サウル・ローマンと対戦し7回2分17秒TKO負けを最後に現役を引退した。

## 獲得タイトル
- 全米オハイオ州ウェルター級王座
- 第2代WBO世界ウェルター級王座（防衛7）
- WBO世界ウェルター級暫定王座（防衛0）